# Wojciech Męciński

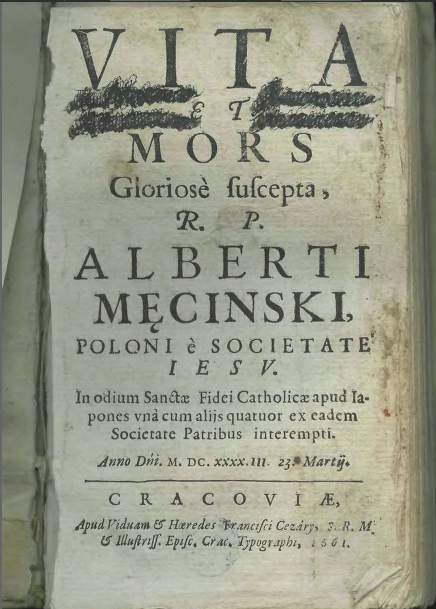
Żywot Wojciecha Męcińskiego z 1661 r.

Wojciech Męciński (Męczyński), Alberto Polacco, Albertus de Polonia herbu Poraj (ur. 1598 w Osmolicach, zm. 23 marca 1643 w Nagasaki) – polski jezuita, misjonarz w Japonii, męczennik chrześcijański.

## Życiorys
Pochodził z zamożnej rodziny, spokrewnionej z Andrzejem Opalińskim, biskupem poznańskim. Pierwsze nauki pobierał w Kolegium jezuitów w Lublinie, a w 1613 r. został przyjęty na kierunek medyczny na Akademii Krakowskiej. 
Następnie krótko studiował w Sedanie, po czym w 1620 r. rozpoczął studia prawnicze na Uniwersytecie Padewskim, gdzie sprawował też funkcję konsyliarza nacji polskiej.
Odziedziczył 17 wsi i miasteczko Nowodwór, które pomimo protestów rodziny zapisał na uposażenie kolegium św. Piotra w Krakowie. W 1626 wyjechał do Portugalii, gdzie ukończył studia teologiczne. W 1629 niespodziewanie powrócił do kraju i przed Trybunałem Koronnym w Piotrkowie oddalił wszystkie zarzuty w sprawie zapisu majątkowego. 
W 1631 wypłynął do Indii. Musiał jednak zawrócić do kraju w wyniku niesprzyjającej aury. Ostatecznie w 1633 dotarł do Indii i wylądował w Goa, gdzie poświęcił się pracy charytatywnej w szpitalach (przytułkach dla ubogich). W maju 1634 przybył do Kochinchiny (ob. południowa część Wietnamu), gdzie przebywał przez rok. W kwietniu 1635 dotarł do Malakki, aby leczyć tam chorych żołnierzy. Pod koniec czerwca 1636 udał się do Makau. Stamtąd próbował bezskutecznie przedostać się do Japonii. Statek, którym płynął, został porwany przez Holendrów i skierowany na Formozę. W 1637 uciekł ze statku holenderskiego w czasie transportowania więźniów do Batawii (Jawa). W Makau został skierowany przez wizytatora zakonnego do Kambodży, gdzie został przełożonym tamtejszej misji i zyskał poważanie króla. W lutym 1642 odpłynął do Manili na Filipinach, skąd w przebraniu Chińczyka przedostał się do Kagoshimy, na półwyspie Satsuma. 13 sierpnia wraz z towarzyszami został odkryty przez ludzi sioguna Iemitsu Tokugawy (1604–1651) i 21 sierpnia 1642 przewieziono go do Nagasaki, gdzie poddany został torturom i zabity. Był pierwszym Polakiem w Japonii.
W 1612 roku matka Wojciecha Męcińskiego doprowadziła do zbudowania drewnianego kościółka w Żyrzynie, który w późniejszym okresie został przejęty przez jezuitów.